# Dyschoriste axillaris
Dyschoriste axillaris là một loài thực vật có hoa trong họ Ô rô. Loài này được Wassh. & J.R.I.Wood mô tả khoa học đầu tiên năm 2003.